# Империал (транспорт)

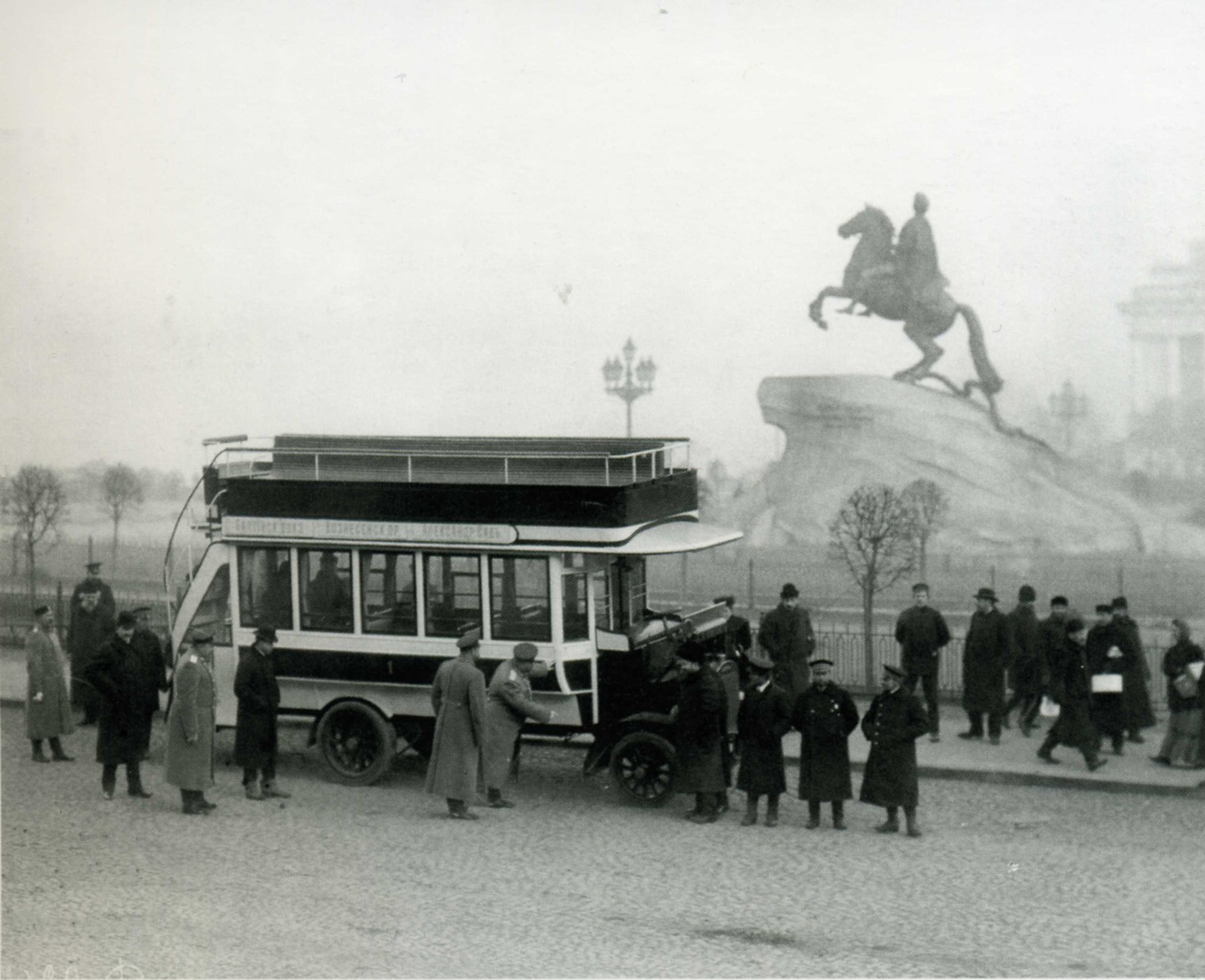
Санкт-Петербург. Империал. Места на крыше автобуса

Империа́л (фр. imperiale) — двойная скамья на крыше вагона трамвая, конки или автобуса.
Обычно представлял собой длинную двойную скамью, на которой пассажиры сидели спинами друг к другу, а лицами — к двум противоположным сторонам улицы. По бортикам крыши шли легкие перильца, к которым зачастую прикреплялись жестяные вывески с рекламными объявлениями.
Поднимались на империал по узкой винтовой лестнице. Одно время женщины на империал не допускались, так как считалось, что при подъеме на крышу вагона будут видны нижние юбки — что неприлично.
«Давайте-ка, на имперьял влезем. Какое, однако, счастье. Я даже, знаете, вспотел.
Он первый вскарабкался по винтовой лесенке, кондуктор сверху бабахнул ладонью о железный борт, автобус тронулся. Мимо поплыли дома, вывески, солнце в витринах.» — В. Набоков, «Машенька», 1926.